# Dolichopeza oresitropha
Dolichopeza oresitropha är en tvåvingeart som beskrevs av Alexander 1928. Dolichopeza oresitropha ingår i släktet Dolichopeza och familjen storharkrankar. Inga underarter finns listade i Catalogue of Life.